# Ochudno (gromada)
Ochudno – dawna gromada, czyli najmniejsza jednostka podziału terytorialnego Polskiej Rzeczypospolitej Ludowej w latach 1954–1972.
Gromady, z gromadzkimi radami narodowymi (GRN) jako organami władzy najniższego stopnia na wsi, funkcjonowały od reformy reorganizującej administrację wiejską przeprowadzonej jesienią 1954 do momentu ich zniesienia z dniem 1 stycznia 1973, tym samym wypierając organizację gminną w latach 1954–1972.
Gromadę Ochudno z siedzibą GRN w Ochudnie utworzono – jako jedną z 8759 gromad na obszarze Polski – w powiecie pułtuskim w woj. warszawskim, na mocy uchwały nr VI/10/17/54 WRN w Warszawie z dnia 5 października 1954. W skład jednostki weszły obszary dotychczasowych gromad Dąbrowa, Leszczydół-Nowiny i Ochudno ze zniesionej gminy Wyszków w tymże powiecie. Dla gromady ustalono 20 członków gromadzkiej rady narodowej.
1 stycznia 1956 gromada weszła w skład nowo utworzonego powiatu wyszkowskiego w tymże województwie.
31 grudnia 1961 gromadę zniesiono, włączając jej obszar do gromad: Leszczydół Stary (wsie Leszczydół-Nowiny i Ochudno), Rząśnik (wieś Dąbrowa) i Białebłoto-Kobyla (wieś Tartak Dalekie) w tymże powiecie.